# Chain gun

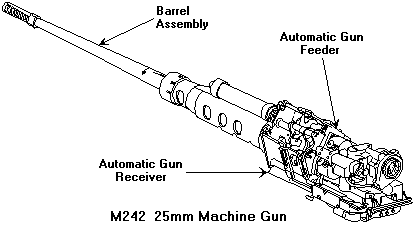
La Chain gun M242 da 25 mm

Un chain gun (letteralmente "mitragliatrice a catena") è un tipo di mitragliatrice o cannone automatico che usa una fonte esterna, invece che usare l'energia dalla cartuccia, per far operare l'arma, per fare ciò usa una catena chiusa simile a quella di una bici.
"Chain gun" è un marchio registrato della ditta Alliant Techsystems Inc. per un'arma operata a catena.

## Descrizione
I vantaggi di questo tipo di arma rispetto ad armi da fuoco operate a rinculo, sono l'affidabilità e la controllabilità.Invece che affidarsi allo sparo di una cartuccia per operare il meccanismo, la chain gun utilizza un motore elettrico per operare la catena che si muove lungo un percorso rettangolare grazie a quattro guide che la tengono in tensione. Un anello della catena è attaccato all'otturatore, spostandolo avanti ed indietro per caricare, sparare, estrarre ed espellere il colpo.
Come per tutte le armi (come le mitragliatrici Gatling) che usano una fonte di energia esterna, una cartuccia difettosa non blocca il funzionamento del meccanismo, ma viene semplicemente espulsa.
Durante ogni ciclo completo di quattro fasi, due (i passaggi lungo i lati "lunghi" del rettangolo) controllano il tempo che ci vuole all'otturatore per caricare un colpo e successivamente ad estrarlo. Gli altri due periodi (i passaggi lungo i lati "corti" del rettangolo, perpendicolarmente all'asse della canna) controllano quanto tempo la culatta rimane chiusa durante lo sparo, ed aperta per l'estrazione e la ventilazione della camera di scoppio.
Siccome la velocità con cui la catena compie un giro controlla la cadenza di tiro, il variare la velocità del motore permette a queste armi di sparare a vari ratei di fuoco, dal colpo singolo alla massima velocità consentita dai parametri di sicurezza dell'arma. Per esempio la EX-34 in 7,62 mm NATO fu pubblicizzata offrendo un rateo di 570 colpi al minuto, e sta venendo adattata per sparare a 1000 colpi/min. Solitamente però queste armi hanno due o tre ratei di fuoco fissi.
Il ciclo di operazione del chain gun è intrinsecamente affidabile. Un rapporto non classificato sull'EX-34 del Naval Surface Weapons Center in Dahlgren, Virginia, datato settembre 23, 1983 dice che:
(rapporto sull'EX-34 del Naval Surface Weapons Center in Dahlgren, Virginia, settembre 23, 1983)

## Esempi

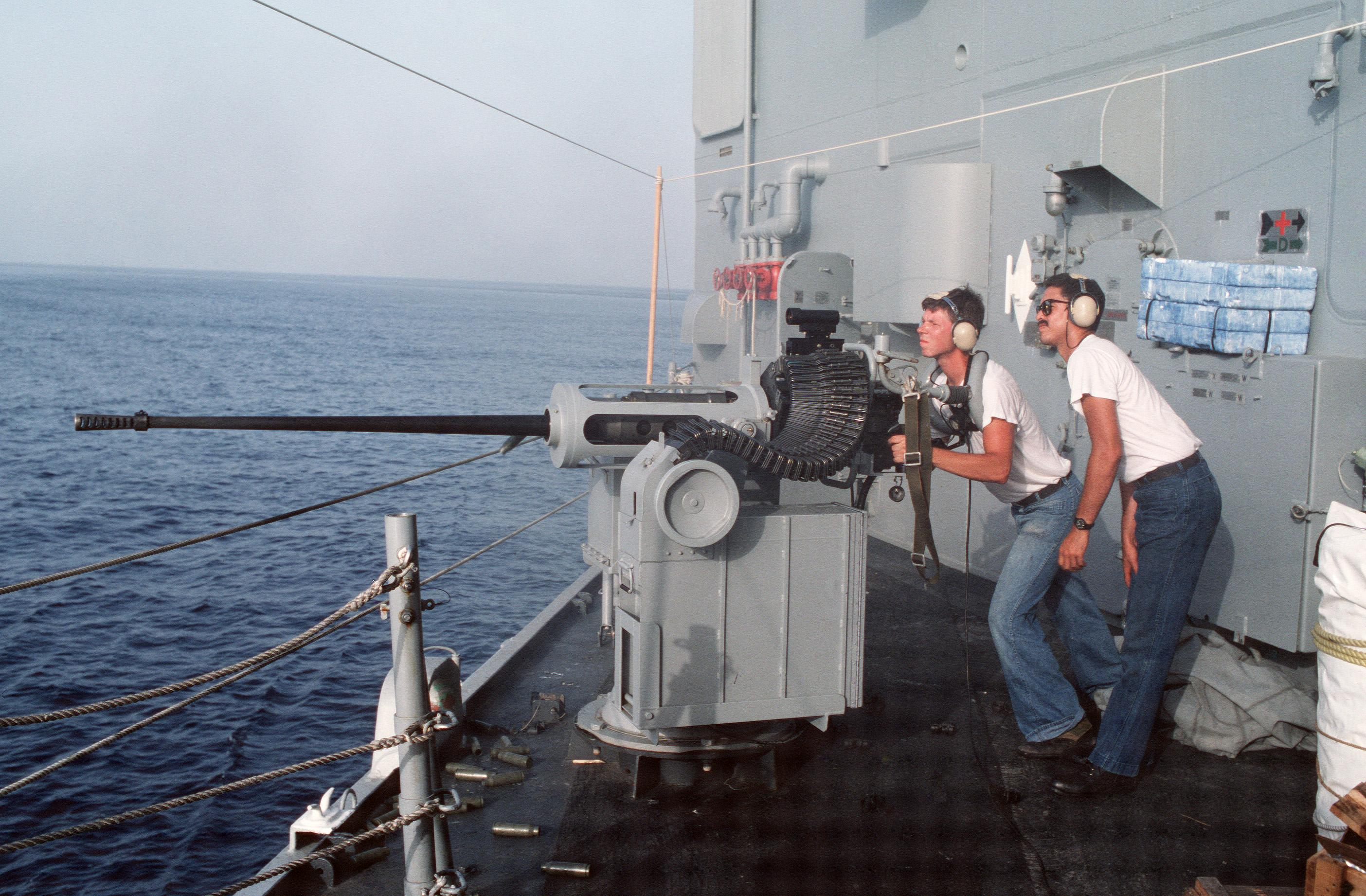
M242 Mk 38 Chain gun montato sulla USS Nicholas (FFG-47)

Un chain gun di ampio utilizzo è l'M242 Bushmaster. Versioni di quest' arma da 25 mm si trovano su navi (la versione Mk38) e su IFV (sull'M2/M3 Bradley e sul LAV-25) in tutto il mondo. Altro esempio è l'M230 Chain Gun da 30 mm montato sull'elicottero Hughes AH-64 Apache.
Un chain gun in 7,62 × 51 mm è usato su alcuni veicoli corazzati come mitragliatrice coassiale, in quanto emette relativamente pochi fumi dalla combustione delle cartucce. È in uso con il nome di L94A1 chain gun con l'esercito britannico

## Differenze dalle mitragliatrici Gatling
Un chain gun ha una canna singola, mentre una mitragliatrice tipo Gatling ha varie canne rotanti. È un errore comune descrivere mitragliatrici di tipo Gatling come chain gun, specialmente in connessione ad alcuni videogiochi (in particolare la serie Doom). L'errore può nascere dal fatto che l'alimentazione di queste armi è fornita da una "catena" (in realtà un caricatore a nastro) di proiettili.